# Pieds de moutons à la rouennaise
 (août 2014).
À ne pas confondre avec les champignons appelés « pieds-de-mouton »
Les pieds de moutons à la rouennaise sont une spécialité culinaire de Rouen, en Normandie.
Il s’agit de pieds de mouton braisés au bouillon jusqu’à ce qu’ils soient très tendres, égouttés puis désossés avant d’être farcis de chair à saucisse mélangée à un oignon revenu au beurre, du persil et de jus de braisage réduit. Les pieds sont alors panés à l’anglaise avant d’être frits ou cuits au four.